# Manotes
Manotes es un géneros de plantas fanerógamas perteneciente a la familia de las connaráceas.  Comprende 24 especies descritas y de estas, solo 3 aceptadas.

## Taxonomía
El género fue descrito por Sol. ex Planch.  y publicado en Linnaea 23: 438. 1850. La especie tipo es: Manotes expansa Sol. ex Planch.

## Especies aceptadas
A continuación se brinda un listado de las especies del género Manotes aceptadas hasta diciembre de 2013, ordenadas alfabéticamente. Para cada una se indica el nombre binomial seguido del autor, abreviado según las convenciones y usos.
- Manotes expansa Sol. ex Planch.
- Manotes griffoniana Baill.
- Manotes macrantha (Gilg) G. Schellenb.